# Gabriel Menino
Gabriel Vinicius Menino (* 29. září 2000) je brazilský profesionální fotbalista, který hraje za klub Sociedade Esportiva Palmeiras. Primárně hraje jako záložník, ale může hrát i na pozici pravého obránce.

## Klubová kariéra
Menino se narodil v Morungabě ve státě São Paulo a do mládežnického týmu Palmeiras se připojil v roce 2017 z Guarani. Ve svém prvním roce v klubu byl členem vítězného týmu, který vyhrál turnaj Copa do Brasil Sub-17.
Dne 25. listopadu 2019 byl Menino povýšen do prvního týmu před sezónou 2020. Svůj debut si odbyl 22. ledna 2020 při výhře 4:0 nad Ituanem v Campeonato Paulista, kde odehrál celých 90 minut. Poprvé za klub skóroval 17. září 2020 při výhře 2:1 nad Bolívarem v Poháru osvoboditelů.
Dne 6. ledna 2024 Menino prodloužil svou smlouvu s Palmeiras do 31. prosince 2027.

## Reprezentační kariéra
Menino reprezentoval Brazílii na Mistrovství Jižní Ameriky ve fotbale hráčů do 20 let 2019. Dne 18. září 2020 obdržel první pozvánku do A-týmu.
Dne 17. června 2021 byl Menino jmenován do brazilského týmu pro Letní olympijské hry 2020.

## Statistiky

### Klubové
Platí k zápasu hranému 17. července 2023.
| Klub              | Sezóna            | Liga              | Liga | Liga  | Státní liga | Státní liga | Národní pohár | Národní pohár | Kontinentální | Kontinentální | Ostatní | Ostatní | Celkově | Celkově |
| Klub              | Sezóna            | Soutěž            | Apps | Goals | Apps        | Goals       | Apps          | Goals         | Apps          | Goals         | Apps    | Goals   | Apps    | Goals   |
| ----------------- | ----------------- | ----------------- | ---- | ----- | ----------- | ----------- | ------------- | ------------- | ------------- | ------------- | ------- | ------- | ------- | ------- |
| Palmeiras         | 2020              | Série A           | 27   | 0     | 12          | 0           | 6             | 1             | 12            | 3             | 2       | 0       | 59      | 4       |
| Palmeiras         | 2021              | Série A           | 18   | 2     | 9           | 0           | 0             | 0             | 5             | 0             | 2       | 0       | 34      | 2       |
| Palmeiras         | 2022              | Série A           | 27   | 2     | 4           | 0           | 3             | 0             | 11            | 0             | 0       | 0       | 45      | 2       |
| Palmeiras         | 2023              | Série A           | 14   | 2     | 15          | 3           | 6             | 1             | 6             | 0             | 1       | 2       | 42      | 8       |
| Celkově v kariéře | Celkově v kariéře | Celkově v kariéře | 86   | 7     | 40          | 3           | 15            | 2             | 34            | 3             | 5       | 2       | 181     | 16      |

## Úspěchy

### Klubové
Palmeiras
- Campeonato Paulista: 2020, 2022, 2023, 2024
- Copa do Brasil: 2020
- Pohár osvoboditelů: 2020, 2021
- Recopa Sudamericana: 2022
- Campeonato Brasileiro Série A: 2022, 2023
- Supercopa do Brasil: 2023

### Reprezentační
Brazílie U23
- Letní olympijské hry: 2020

### Individuální
- Tým turnaje Poháru osvoboditelů: 2020
- Mladý hráč roku Jižní Ameriky podle IFFHS: 2020

### Nejlepší střelec
- Supercopa do Brasil: 2023 (2 góly)